# Hydraecia semiconfluens
Hydraecia semiconfluens är en fjärilsart som beskrevs av Barend J. Lempke 1965. Hydraecia semiconfluens ingår i släktet Hydraecia och familjen nattflyn. Inga underarter finns listade i Catalogue of Life.